# Jennifer Robinson
Jennifer Robinson (City of Shoalhaven, Nova Gal·les del Sud, 1981) és una advocada australiana especialitzada en dret internacional dels drets humans que treballa a Doughty Street Chambers, Londres. És també professora de Dret a la Universitat de Sydney.
Robinson és coneguda per la seva implicació com a advocada de l'equip jurídic defensor de Julian Assange i WikiLeaks. També ha prestat assistència legal a activistes de Papua Occidental. Robinson forma part del comitè executiu de la Commonwealth Law Association.

## Trajectòria
Va estudiar a l'Australian National University, on es va llicenciar amb un doble grau en Dret i Estudis Asiàtics, especialitzant-se en Dret Internacional, Indonèsia i el sud-est asiàtic. Parla indonesi i malai. Després va ser becada a la Universitat d'Oxford, on va assistir al Balliol College, es va graduar en Dret Civil i va cursar un màster en Dret Públic Internacional.
Des del 2009, ha treballat en litigis en defensa de la llibertat d'informació i de la llibertat d'expressió de mitjans de comunicació com The New York Times, CNN, Associated Press i Bloomberg News. Robinson va assessorar The New York Times durant les seves investigacions d'escoltes telefòniques a Londres, a fi d'esbrinar l'abast de la participació d'Andy Coulson, qui després es va convertir en assessor de premsa del primer ministre britànic, David Cameron. El diari afirmava que l'espionatge no era cosa d'un únic periodista i que el coneixement i l'aprovació de la pràctica arribava fins als editors de News of the World.
Amb el suport de Richard Dawkins, Christopher Hitchens i Sam Harris, el 2009 va establir la causa legal segons la qual el Papa i el Vaticà eren responsables de crims contra la humanitat, com a conseqüència dels abusos sexuals infantils de l'Església catòlica.
També va proporcionar assessorament internacional en matèria de drets humans i qüestions humanitàries després de la Guerra de l'Iraq, extraordinary rendition i dret penal internacional. Robinson ha participat en strategic free speech litigation davant el Tribunal Suprem del Regne Unit i el Tribunal Europeu de Drets Humans. A més, ha desafiat les condemnes per obscenitat a Indonèsia.
A finals de 2011, es va convertir en directora jurídica de la Fundació Bertha, amb la tasca de crear i desenvolupar un programa mundial de drets humans i drets d'interès públic. El programa té com a objectiu donar suport a les organitzacions que exerceixen sota la llei d'interès públic i proporcionar una legislació en matèria de drets humans per als joves advocats.
El maig de 2013, Robinson va fer una conferència a TEDx Sydney. Amb el títol «Courage is Contagious», va parlar davant d'una audiència de més de 2.500 persones sobre drets humans, la situació política a Papua Occidental i de l'activista exiliat Benny Wenda.
Els casos més recents són al servei de BBC World Service per a prendre mesures contra l'Iran per la persecució del personal de la BBC persa i les seves famílies, la primera vegada en la història de la BBC que els periodistes han fet una crida a l'ONU per a la seva protecció, així com actuar en la disputa sobre el dret a l'oblit entre Google i la Commission nationale de l'informatique et des libertés davant el Consell d'Estat i el Tribunal de Justícia Europeu.

## Defensa de Papua Occidental
El 2002, Robinson va treballar com a voluntària a l'Advocacy and Study of Human Rights, una organització de drets humans a Papua Occidental, Indonèsia, fins que la seva estada va ser interrompuda pels atemptats de Kuta, al sud de Bali.
Robinson també és l'advocada del líder independentista de Papua Occidental, Benny Wenda. Després d'haver-lo ajudat a obtenir asil polític al Regne Unit el 2003, han fet junts gires de presentació pels EUA, Austràlia, Nova Zelanda i Papua Nova Guinea. També és cofundadora d'International Lawyers for West Papua.

## Defensa d'Assange i Wikileaks
Robinson va començar a assessorar Julian Assange i WikiLeaks l'octubre de 2010. Ha defensat Assange a Londres en els procediments d'extradició i ha assessorat WikiLeaks sobre la filtració de documents diplomàtics dels Estats Units i el procés de Chelsea Manning.
Lawyers Rights Watch va denunciar la «interferència en el dret a la defensa de Julian Assange» en difondre's a la premsa la correspondència entre Robinson i Assange. El proveïdor de serveis de ciberseguretat classificats del Departament de Defensa i d'altres agències governamentals dels Estats Units (EUA), HBGary Federal, va considerar Robinson, juntament amb el periodista Glenn Greenwald, com un dels objectius del «pla estratègic» dissenyat per a debilitar les operacions de WikiLeaks en una proposta filtrada titulada «The WikiLeaks Threat». El pla estableix que sense el suport de persones com Robinson, «WikiLeaks es doblegaria», i que «en última instància, la majoria d'ells, si se'ls pressiona, triaran la preservació professional a la causa». El pla incloïa tàctiques per a utilitzar la desinformació, el sabotatge i el desprestigi. S'han qualificat aquestes tàctiques com il·legals.
Tanmateix, Robinson ha continuat criticant públicament el procediment del cas de Chelsea Manning als EUA, així com la investigació d'Assange i WikiLeaks i, en particular, el secret que els envolta. Va treballar amb el Center for Constitutional Rights en la sol·licitud d'un major accés públic al procés de Manning i es va enfrontar al fiscal general dels EUA, Eric Holder, sobre els seus plans per processar Assange a principis de 2012.